# Albert Arnold Gore (1907–1998)
Albert Arnold Gore (Granville, 1907. december 26. – Carthage, 1998. december 5.) amerikai politikus volt. Fia Al Gore, unokája Al Gore III. A demokrata Párt tagja volt Tennessee-ből. Két gyermeke született: Nancy LaFon Gore, aki 1938-ban született és 1984-ben halt meg tüdőrákban, és Al Gore, az Egyesült Államok 45. alelnöke.
Szülei, Allen Gore és Margie Denny gazdálkodók voltak. Gore Granvilleben született (Tennessee). A jelenleg Middle Tennessee State University egyetemre járt, melynek jogelődje a State Teachers' College (Murfreesboro, Tennessee). 1932-ben járt a Y.M.C.A. Night Law School jogi iskolába. 1937-ben összeházasodott Pauline LaFonnal.
1938-ban megválasztották kongresszusi képviselőnek, és itt szolgált a következő hat ciklusban, egészen 1953. január 3-ig. Az 1952-ben szenátorrá választották, ahol a következő 18 évben, 1953. január 3-ától 1971. január 3-ig volt hivatalban. Gore ellenezte a vietnámi háborút.
A kongresszusi munkája után a Vanderbilt Egyetemen tanított 1970 és 1972 között.